# Мбини
Мбини е континенталната област на Екваториална Гвинея и обхваща 26 000 кв. км. 
Най-големият град в областта е Бата, който е и като столица на Мбини.
Други големи градове са: Евинайонг, Ебебийин, Акалайонг, Акуренам, Монгомо, Севиля де Ниефанг, Валядолид де лос Бимбилес и Мбини.

## История
Старото име на областта Мбини е Рио Муни, дадено от португалците, управлявали територията до 1778 г., когато я преотстъпват на Испания по договора от Ел Пардо. 
Очакванията на испанските колонизатори не се сбъдват - от Мбини получават какао и дървесина, но не успяват да съберат желаното количество роби, заради местната жълта треска. Рио Муни става провинция на Испанска Гвинея през 1959 г. заедно с Биоко. Населението на територията наброява около 300 000 души, главно от етническата група Фанг.

## Административно деление
Мбини се дели на 4 области:
1. Южна Централна провинция
2. Кие-Нтем
3. Литорал
4. Уеле-Нзас